# Мурсбурґ
Мурсбурґ (англ. Mooresburg) — міжобщинна територія в Ліберті Тауншип, Монтур, округ Пенсільванія, Сполучені Штати Америки.

## Відомі особи
- Крістофер Шоулз — американський винахідник першої практичної друкарської машинки у світі.